# Districtul Sangcharak
Sangcharak (în limba persană سانچارک) este un district (divizune administrativ-teritorială de ordinul II) situat în provincia Sar-e-Pol (cunoscută sub denumirea alternativă de Sar-i-Pul), situată în partea de nord-vest a statului Afganistan. Suprafața districtului Sangcharak este de 1089 km 2 iar reședința acestuia este localitatea Tukzar. Dintr-o estimare din 2010 a Națiunilor Unite, reiese că populația districtului număra 87670 locuitori.